# Thomas Johansson
Thomas Johansson (ur. 24 marca 1975 w Linköping) – szwedzki tenisista, zwycięzca Australian Open 2002 w grze pojedynczej, wicemistrz olimpijski w grze podwójnej z Pekinu (2008), reprezentant w Pucharze Davisa.

## Kariera tenisowa
W gronie tenisistów zawodowych Johansson występował w latach 1994–2009.
Pierwsze zwycięstwo turniejowe rangi ATP World Tour odniósł w 1997 roku, wygrywając turniej halowy w Kopenhadze; tydzień później powtórzył sukces, triumfując w Petersburgu. Rok później osiągnął dwa finały, w Rotterdamie (porażka w finale z Janem Siemerinkiem) i Sztokholmie (porażka z Toddem Martinem). W 1999 roku wygrał rozgrywki rangi ATP Masters Series w Montrealu, a w 2000 roku w Sztokholmie. W sezonie 2001 ponownie wygrał dwa turnieje tydzień po tygodniu (oba na nawierzchni trawiastej), najpierw w Halle, a potem w Nottingham.
Największy sukces w karierze Szwed odniósł w styczniu 2002 roku, wygrywając wielkoszlemowy Australian Open. Johansson pokonał w drodze po tytuł m.in. Czecha Jiříego Nováka, a w finale okazał się lepszy od Rosjanina Marata Safina. Sukces w Australii pozwolił mu m.in. na udział w turnieju Tennis Masters Cup w Szanghaju w listopadzie 2002 roku (był rezerwowym i zastąpił w jednym meczu Andre Agassiego). Zanotował także znaczący awans w rankingach światowych, w czerwcu 2002 był notowany na pozycji nr 7. na świecie; w klasyfikacji ATP Race, obejmującej wyniki tylko z bieżącego roku, zaraz po Australian Open 2002 wyszedł na krótko na pozycję lidera (28 stycznia 2002).
Rok 2003 był głównie okresem w karierze Johanssona, kiedy leczył kontuzje; w 2004 roku zwyciężył ponownie w Sztokholmie, wygrywając w finale z Andre Agassim. Ponadto doszedł do finału w Nottingham (przegrana z Paradornem Srichaphanem). W lipcu 2005 roku, po dotarciu do półfinału wielkoszlemowego Wimbledonu, powrócił do czołowej dziesiątki rankingu światowego. W październiku t.r. wygrał po raz kolejny halowy turniej w Petersburgu, pokonując w finale Niemca Nicolasa Kiefera. W sezonie 2006 osiągnął finał w Petersburgu (porażka z Mario Ančiciem), a w 2007 roku w Sztokholmie (porażka z Ivo Karloviciem).
W grze podwójnej jest mistrzem rozgrywek z roku 2006 w Båstad. Partnerując Jonasowi Björkmanowi pokonał w finale debel Christopher Kas-Oliver Marach. Podczas igrzysk olimpijskich w Pekinie (2008) wywalczył razem z Simonem Aspelinem srebrny medal, przegrywając meczu o złoto z parą Roger Federer–Stanislas Wawrinka.
W roku 1998 zadebiutował w reprezentacji Szwecji w Pucharze Davisa, podczas meczu półfinałowego z reprezentacją Hiszpanii; przyczynił się tym samym do końcowego zwycięstwa Szwecji t.r, chociaż w meczu finałowym przeciwko Włochom nie wystąpił. Łącznie w tych rozgrywkach zagrał w 34 meczach – 18 wygrał i 16 przegrał.
W sezonie 2008 był w składzie reprezentacji Szwecji, która wygrała drużynowy puchar świata. W finale Szwedzi pokonali zespół Rosji 2:1. Johansson wystąpił w 4 meczach singlowych (2 wygrał i 2 przegrał) oraz 1 zwycięskim pojedynku deblowym.

### Finały w turniejach ATP World Tour
| Legenda                                      |
| -------------------------------------------- |
| Wielki Szlem                                 |
| Igrzyska olimpijskie                         |
| Tennis Masters Cup / ATP Finals              |
| ATP Masters Series / ATP Tour Masters 1000   |
| ATP International Series Gold / ATP Tour 500 |
| ATP International Series / ATP Tour 250      |

#### Gra pojedyncza (9–5)
| Końcowy wynik | Nr | Data                 | Turniej                    | Nawierzchnia    | Przeciwnik            | Wynik finału          |
| ------------- | -- | -------------------- | -------------------------- | --------------- | --------------------- | --------------------- |
| Zwycięzca     | 1. | 16 marca 1997        | Kopenhaga                  | Dywanowa (hala) | Martin Damm           | 6:4, 3:6, 6:2         |
| Zwycięzca     | 2. | 23 marca 1997        | Petersburg                 | Dywanowa (hala) | Renzo Furlan          | 6:3, 6:3              |
| Finalista     | 1. | 8 marca 1998         | Rotterdam                  | Dywanowa (hala) | Jan Siemerink         | 6:7(2), 2:6           |
| Finalista     | 2. | 15 listopada 1998    | Sztokholm                  | Twarda (hala)   | Todd Martin           | 3:6, 4:6, 4:6         |
| Zwycięzca     | 3. | 8 sierpnia 1999      | Montreal                   | Twarda          | Jewgienij Kafielnikow | 1:6, 6:3, 6:3         |
| Zwycięzca     | 4. | 26 listopada 2000    | Sztokholm                  | Twarda (hala)   | Jewgienij Kafielnikow | 6:2, 6:4, 6:4         |
| Zwycięzca     | 5. | 17 czerwca 2001      | Halle                      | Trawiasta       | Fabrice Santoro       | 6:3, 6:7(5), 6:2      |
| Zwycięzca     | 6. | 24 czerwca 2001      | Nottingham                 | Trawiasta       | Harel Lewi            | 7:5, 6:3              |
| Zwycięzca     | 7. | 27 stycznia 2002     | Australian Open, Melbourne | Twarda          | Marat Safin           | 3:6, 6:4, 6:4, 7:6(4) |
| Finalista     | 3. | 20 czerwca 2004      | Nottingham                 | Trawiasta       | Paradorn Srichaphan   | 6:1, 6:7(4), 3:6      |
| Zwycięzca     | 8. | 31 października 2004 | Sztokholm                  | Twarda (hala)   | Andre Agassi          | 3:6, 6:3, 7:6(4)      |
| Zwycięzca     | 9. | 30 października 2005 | Petersburg                 | Dywanowa (hala) | Nicolas Kiefer        | 6:4, 6:2              |
| Finalista     | 4. | 29 października 2006 | Petersburg                 | Dywanowa (hala) | Mario Ančić           | 5:7, 6:7(2)           |
| Finalista     | 5. | 12 października 2007 | Sztokholm                  | Twarda (hala)   | Ivo Karlović          | 3:6, 6:3, 1:6         |

#### Gra podwójna (1–1)
| Końcowy wynik | Nr | Data             | Turniej | Nawierzchnia | Partner        | Przeciwnicy                      | Wynik finału          |
| ------------- | -- | ---------------- | ------- | ------------ | -------------- | -------------------------------- | --------------------- |
| Zwycięzca     | 1. | 16 lipca 2006    | Båstad  | Ceglana      | Jonas Björkman | Christopher Kas Oliver Marach    | 6:3, 4:6, 10–4        |
| Finalista     | 1. | 17 sierpnia 2008 | Pekin   | Twarda       | Simon Aspelin  | Roger Federer Stanislas Wawrinka | 3:6, 4:6, 7:6(4), 3:6 |

### Starty wielkoszlemowe (gra pojedyncza)
| Turniej          | 1994  | 1995  | 1996  | 1997  | 1998  | 1999  | 2000  | 2001  | 2002  | 2003  | 2004  | 2005  | 2006  | 2007  | Wygrane turnieje | Bilans w turnieju |
| ---------------- | ----- | ----- | ----- | ----- | ----- | ----- | ----- | ----- | ----- | ----- | ----- | ----- | ----- | ----- | ---------------- | ----------------- |
| Australian Open  | 1R    | –     | 2R    | 2R    | 1R    | 1R    | 2R    | 3R    | W     | 1R    | 4R    | 4R    | 2R    | 1R    | 1 / 13           | 19–12             |
| French Open      | –     | 1R    | 2R    | 1R    | 1R    | –     | 2R    | 1R    | 2R    | –     | 2R    | 1R    | 1R    | 1R    | 0 / 11           | 4–11              |
| Wimbledon        | –     | –     | 4R    | 2R    | 3R    | 2R    | 4R    | 2R    | 1R    | 3R    | SF    | 1R    | 1R    | 2R    | 0 / 12           | 19–12             |
| US Open          | –     | –     | 2R    | 1R    | QF    | –     | QF    | 4R    | –     | 3R    | 2R    | 1R    | 3R    | 1R    | 0 / 10           | 17–10             |
| Wygrane turnieje | 0 / 1 | 0 / 1 | 0 / 4 | 0 / 4 | 0 / 4 | 0 / 2 | 0 / 4 | 0 / 4 | 1 / 3 | 0 / 3 | 0 / 4 | 0 / 4 | 0 / 4 | 0 / 4 | 1 / 46           | N/A               |
| Bilans spotkań   | 0–1   | 0–1   | 6–4   | 2–4   | 6–4   | 1–2   | 9–4   | 6–4   | 8–2   | 4–3   | 10–4  | 3–4   | 3–4   | 1–4   | N/A              | 59–45             |